# Breareds socken
Breareds socken i Halland ingick i Tönnersjö härad, uppgick 1967 i Halmstads stad och området ingår sedan 1971 i Halmstads kommun i Hallands län och motsvarar från 2016 Breareds distrikt.
Socknens areal är 157,90 kvadratkilometer, varav 152,38 land. År 2000 fanns här 1 445 invånare. Tätorten Simlångsdalen med sockenkyrkan Breareds kyrka ligger i socknen.  

## Administrativ historik
Breareds socken har medeltida ursprung.
Vid kommunreformen 1862 övergick socknens ansvar för de kyrkliga frågorna till Breareds församling och för de borgerliga frågorna till Breareds landskommun. Landskommunen uppgick 1952 i Simlångsdalens landskommun innan denna 1967 uppgick i Halmstads stad som 1971 ombildades till Halmstads kommun. Församlingen uppgick 2013 i Snöstorps församling.
Den 1 januari 1959 överfördes från Tönnersjö socken till Breared ett område med 112 invånare och omfattande 41,30 kvadratkilometer, varav 40,31 land.
1 januari 2016 inrättades distriktet Breared, med samma omfattning som församlingen hade 1999/2000.  
Socknen har tillhört fögderier och domsagor enligt Tönnersjö härad. De indelta båtsmännen tillhörde Södra Hallands första båtsmanskompani.

## Geografi och natur
Breareds socken ligger kring Fylleån och sjön Simlången. Socknen är en kuperad mossrik skogs- och bergsbygd. Utöver Simlången är de största insjöarna Brearedssjön och Älvasjön som båda delas med Tönnersjö socken samt Gyltigesjön och Töddesjön.
I kyrkbyn Breared fanns förr ett gästgiveri. utmed landsvägen Halmstad-Ljungby.
Nära Mahult låg Sundsholms sanatorium som uppfördes 1907. 
Nedanför Danska fall på västra sidan och ganska nära Assmans utlopp i Brearedssjön låg på 1700-talet platsen Jöransfors med ett järnbruk (där spik, redskap och annat smide tillverkades) samt med garveri och kvarn. Järnbruket var aktivt från 1727 till 1749 och var då en av Hallands största industri- och manufakturanläggningar. Idag finns inga byggnader kvar på denna plats.

### Naturreservat
Det finns hela 13 naturreservat i socknen:
Ingående i EU-nätverket Natura 2000:
- Mogölsmyren, nordost om Simlångsdalen, skyddat sedan 1972, 33 ha, delas med Femsjö socken i Hylte kommun.
- Danska fall, söder om Simlångsdalen, skyddat sedan 2001, 70 ha, delas med Tönnersjö socken i Halmstads kommun.
- Långhultamyren, öster om Simlångsdalen, skyddat sedan 1999, 768 ha.
- Porsbjär, öster om Simlångsdalen, skyddat sedan 2002, 543 ha varav 6 ha vattenareal.
- Stavsbjär, nordost om Simlångsdalen, skyddat sedan 1995, 5 ha.
- Svarta klippan, nordost om Simlångsdalen, skyddat sedan 2000, 16 ha.

Kommunala naturreservat:
- Alenäs, nordost om Simlångsdalen, skyddat sedan 1963, 50 ha.
- Hule (norra samt södra delen på varsin sida om Simlången), öster om Simlångsdalen, skyddat sedan 1974, sammanlagt 19 ha (8 ha för norra delen och 11 ha för södra delen).
- Bröda, öster om Simlångsdalen på östra sidan av Simlången, skyddat sedan 1974, 44 ha.
- Veka (norra samt södra delen), öster om Simlångsdalen på östra sidan av Töddesjön respektive Simlången, skyddat sedan 1974, sammanlagt 63 ha (44 ha för norra delen och 19 ha för södra delen).
- Sundsholm, nordost om Simlångsdalen på östra sidan av Töddesjön, skyddat sedan 1977, utökat 1996, 65 ha.
- Lillared-Klövaberget, väster om Simlångsdalen, skyddat sedan 1991, 87 ha.
- Sutarebo, nordost om Simlångsdalen, skyddat sedan 2005, 24 ha.

Som speciellt naturområde kan också nämnas:
- Fastigheten Björkelund, 30 ha, ett naturskönt område vid Fylleån väster om Simlångsdalen, som 1953 donerades av tullkontrollör A. H. Lindblom till Hallands Naturskyddsförening. (Denna fastighet sköttes under många år av Halmstads Ornitologiska Klubb, men numera sköts den av den så kallade Björkelundsgruppen inom Naturskyddsföreningen. Björkelundsgruppen fick år 2003 Halmstads kommuns miljöpris för arbetet med Björkelund.)

## Fornlämningar
Från stenåldern finns boplatser och från järnåldern finns gravfält.

## Namnet
Namnet (1402 Bredharydh) kommer från kyrkbyn. Förleden innehåller bred, efterleden är ryd, 'röjning'.
Kyrkbyns namn ändrades 1912 till Simlångsdalen. Socknens namn fastställdes av Kungl. Maj:t den 22 oktober 1927 som Breared, då tidigare även stavningen Bredared förekommit.

## Befolkningsutveckling
| Befolkningsutvecklingen i Breareds socken 1750–1990                                                     | Befolkningsutvecklingen i Breareds socken 1750–1990 | Befolkningsutvecklingen i Breareds socken 1750–1990 | Befolkningsutvecklingen i Breareds socken 1750–1990 | Befolkningsutvecklingen i Breareds socken 1750–1990 |
| --- | --------------------------------------------------- | --------------------------------------------------- | --------------------------------------------------- | --------------------------------------------------- |
| |                                                     |                                                     |                                                     |                                                     |
| År |                                                     |                                                     | Folkmängd                                           |                                                     |
| 1750 | 1750                                                |                                                     | 1 022                                               |                                                     |
| 1760 | 1760                                                |                                                     | 1 191                                               |                                                     |
| 1769 | 1769                                                |                                                     | 1 230                                               |                                                     |
| 1780 | 1780                                                |                                                     | 1 274                                               |                                                     |
| 1790 | 1790                                                |                                                     | 1 209                                               |                                                     |
| 1800 | 1800                                                |                                                     | 1 292                                               |                                                     |
| 1810 | 1810                                                |                                                     | 1 269                                               |                                                     |
| 1820 | 1820                                                |                                                     | 1 301                                               |                                                     |
| 1830 | 1830                                                |                                                     | 1 407                                               |                                                     |
| 1840 | 1840                                                |                                                     | 1 555                                               |                                                     |
| 1850 | 1850                                                |                                                     | 1 663                                               |                                                     |
| 1860 | 1860                                                |                                                     | 1 782                                               |                                                     |
| 1870 | 1870                                                |                                                     | 1 808                                               |                                                     |
| 1880 | 1880                                                |                                                     | 1 810                                               |                                                     |
| 1890 | 1890                                                |                                                     | 1 749                                               |                                                     |
| 1900 | 1900                                                |                                                     | 1 554                                               |                                                     |
| 1910 | 1910                                                |                                                     | 1 594                                               |                                                     |
| 1920 | 1920                                                |                                                     | 1 540                                               |                                                     |
| 1930 | 1930                                                |                                                     | 1 553                                               |                                                     |
| 1940 | 1940                                                |                                                     | 1 477                                               |                                                     |
| 1950 | 1950                                                |                                                     | 1 433                                               |                                                     |
| 1960 | 1960                                                |                                                     | 1 445                                               |                                                     |
| 1970 | 1970                                                |                                                     | 1 343                                               |                                                     |
| 1980 | 1980                                                |                                                     | 1 357                                               |                                                     |
| 1990 | 1990                                                |                                                     | 1 476                                               |                                                     |
| Anm: Källor: Umeå universitet - Tabellverket 1749-1859, Demografiska databasen, CEDAR, Umeå universitet |                                                     |                                                     |                                                     |                                                     |